# 牧马人
《牧马人》是中国导演谢晋执导的一部影片，1982年上映。该片改编自张贤亮小说《灵与肉》，在甘肃省张掖市山丹县取景拍摄。获文化部1982年优秀影片奖、1983年中国电影金鸡奖最佳男配角奖、最佳剪辑奖、《大众电影》百花奖最佳影片奖、最佳男配角奖，影片主演朱时茂和丛珊由此成名。并曾在戛纳电影节“一种注目”单元上放映。

## 情节
该片讲述1980年旅美华侨许景由回国与失散多年的儿子许灵均团聚，并想携他返回美国。许灵均舍不得中国的亲人，向父亲倾诉了这些年的遭遇：1957年被打成右派，劳教后去敕勒川牧场放牧，被董老夫妇收留，并得到郭子等牧民保护。在那儿他遇到了农村姑娘李秀芝，他俩有了孩子清清。文化大革命结束后，他成为了牧区的一名教师。最终他送别了父亲，回到了亲友们身边。

## 未完成续集
1999年，导演谢晋曾打算拍摄续集，但未能投拍。